# Inazawa (Aiči)
Inazawa (japonsky:稲沢市 Inazawa-ši) je město v prefektuře Aiči na ostrově Honšú v Japonsku. Žije zde přes 130 tisíc obyvatel. Ve městě působí 9 středních a 4 vysoké školy. Ve městě se nachází též několik šintoistických chrámů (napříkl chrám Kónomija).

## Partnerská města
- Čch’-feng, Čína
- Olympie, Řecko